# Europejski Komisarz ds. rozszerzenia

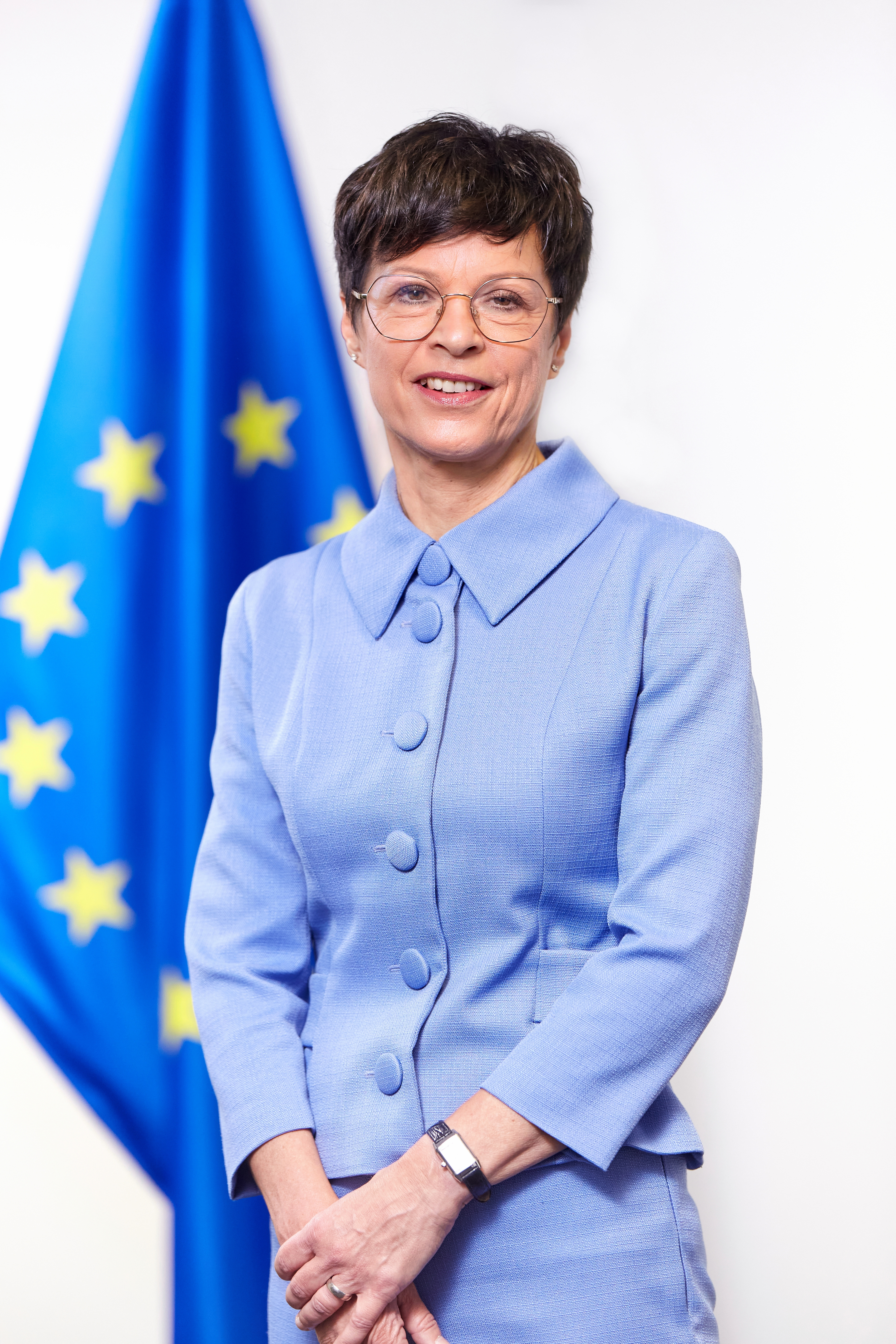
Europejski Komisarz ds. rozszerzenia – Marta Kos

Europejski Komisarz ds. rozszerzenia – członek Komisji Europejskiej. Odpowiedzialny za prowadzenie polityki rozszerzenia Unii Europejskiej. Jego głównym zadaniem jest wspieranie krajów aspirujących do członkostwa w UE w realizacji reform oraz spełnianiu kryteriów akcesyjnych. 

## Powstanie stanowiska
Stanowisko powstało jako odpowiedź na konieczność koordynacji działań związanych z integracją nowych państw członkowskich oraz utrzymaniem stabilności w regionach aspirujących do członkostwa. Komisarz odgrywa centralną rolę w przygotowywaniu krajów kandydujących do akcesji oraz w realizacji długoterminowych strategii politycznych i gospodarczych Unii.

## Zakres obowiązków
Europejski Komisarz ds. rozszerzenia odpowiada za:
- zapewnienie merytorycznego procesu akcesji, w którym każdy kraj aspirujący oceniany jest indywidualnie na podstawie postępów w spełnianiu kryteriów unijnych,
- zachęcanie do strukturalnych reform w dziedzinach takich jak rządy prawa, wartości demokratyczne i odporność instytucji,
- promowanie włączenia krajów kandydujących w części jednolitego rynku oraz zaznajamianie ich z zasadami zarządzania funduszami unijnymi,
- koordynacja działań na rzecz odbudowy Ukrainy, w tym realizacja programu Ukraine Facility i współpraca z międzynarodowymi partnerami na rzecz odbudowy infrastruktury i instytucji,
- wspieranie integracji regionalnej, rozwiązywanie sporów bilateralnych oraz promowanie dobrosąsiedzkich relacji w regionach takich jak Bałkany Zachodnie, Kaukaz Południowy i Morze Czarne,
- wyjaśnianie korzyści z rozszerzenia zarówno obywatelom UE, jak i krajów kandydujących, oraz uwzględnianie wniosków z poprzednich rozszerzeń,
- działanie w ścisłej koordynacji z Wysokim Przedstawicielem ds. Polityki Zagranicznej oraz z wiceprzewodniczącymi Komisji, odpowiadając za spójność polityk związanych z rozszerzeniem.

W ramach realizacji tych obowiązków Komisarz korzysta z instrumentów finansowych takich jak Instrument Przedakcesyjny (IPA) oraz współpracuje z Dyrekcją Generalną ds. Rozszerzenia i Sąsiedztwa Wschodniego.

## Lista komisarzy
|   | Komisarz             | Lata      | Komisja                  |
| - | -------------------- | --------- | ------------------------ |
| 1 | Jean-François Deniau | 1967–1970 | Rey                      |
| 2 | Lorenzo Natali       | 1977–1989 | Jenkins, Thorn, Delors I |
| 3 | Hans van Broek       | 1993–1999 | Delors III, Santer       |
| 4 | Günter Verheugen     | 1999–2004 | Prodi                    |
| 5 | Olli Rehn            | 2004–2010 | Barroso I                |
| 6 | Štefan Füle          | 2010–2014 | Barroso II               |
| 7 | Johannes Hahn        | 2014–2019 | Juncker                  |
| 8 | Olivér Várhelyi      | 2019–2024 | von der Leyen I          |
| 9 | Marta Kos            | od 2024   | von der Leyen II         |